# Seznamovací pobyt
Seznamovací pobyt je pobyt skupiny lidí za účelem seznámení se. Existují nejrůznější druhy seznamovacích pobytů. Typickými příklady jsou pobyty za účelem nalezení partnera, seznámení budoucích spolužáků před zahájením školního roku, k utužení nebo seznamení nového pracovního kolektivu a další 

## Za účelem nalezení partnera
Za účelem nalezení partnera tráví spolu skupina nezadaných lidí čas a snaží se seznámit. Je snaha navodit přátelskou atmosféru, která má odbourat ostych a stres z neznáma a umožnit tak účastníkům , například při připraveném seznamovacím programu, procházce či aktivní relaxaci, dostatečně poznat ostatní členy skupiny. Nezadaní se setkají s těmi, kteří se přijeli na seznamovací pobyt seznámit a všichni tak jsou "na stejné lodi". Po celý pobyt se mohou poznávat jednotlivý členové skupiny, jak se chovají v různých situacích. Připravený program se často orientuje na vytvoření pohodové "rodinné" atmosféry, která má přispět ke snadnějšímu seznamování.[zdroj⁠?!] Zabývá se touto činností například: AKCEproNEZADANE.cz nebo BEZPARTNERA.cz